# Tour Occitanie
La tour Occitanie est un projet de gratte-ciel de 38 étages et 153,5 mètres de haut, situé dans le futur centre d'affaires Grand Matabiau à Toulouse, en France.
Initialement prévu pour une livraison en 2021 ou 2022, le début de la construction a été déplacé pour l'année 2025 à la suite des recours déposés, de la crise économique et de la hausse du coût des matières. La tour sera finalisée en 2029.

## Présentation
Le projet de la tour Occitanie est un bâtiment de 153,5 mètres de haut et 40 étages d’une surface totale de plancher de 30 000 m2 sur une parcelle de 2 200 m2. Les façades de la tour sont en verre, avec une succession de terrasses à chaque étage qui forment un ruban végétal s'enroulant autour de l'immeuble. La végétalisation de la tour est prévue, pour « dialoguer » avec le canal du Midi. La tour est prévue pour accueillir 11 000 m2 de bureaux, 100 à 120 logements, un hôtel Hilton, un restaurant-bar panoramique ainsi que 2 000 m2 de commerces dans le socle de la tour. Son implantation domine le haut des allées Jean-Jaurès, et surplombe le canal du Midi, inscrit au patrimoine mondial de l’Unesco, le projet de gare LGV de Matabiau et le nouveau centre d'affaires Grand Matabiau (anciennement Toulouse Euro Sud-Ouest) avec l’ambition d’en devenir le signal et la porte d’entrée.
En raison de sa taille spécifique, le bâtiment doit répondre à la réglementation française concernant un immeuble de grande hauteur (IGH) définie par le Code de la construction et de l'habitation français, dans le but d'assurer (ou de faciliter) la sécurité des personnes contre les risques d'incendie et de panique dans de type d'immeubles et concerne en particulier l'évacuation, la propagation du feu, la détection, la fumée et le voisinage.

## Le projet
Le projet est né à la suite d'un appel à projets de la SNCF, propriétaire du terrain, auprès de promoteurs-investisseurs pour la construction d'un bâtiment sur le site de l'ancien centre de tri postal, juste à côté de la gare de Toulouse-Matabiau. Une récente modification du PLU permet de proposer un bâtiment d’une hauteur de 150 mètres et cette tour a été la première opération immobilière envisagée dans le cadre du projet Grand Matabiau. Cet important projet urbain s'articule autour de la transformation de la gare de Toulouse-Matabiau en un véritable pôle d'échanges multimodal visant à rationaliser toutes les fonctions ferroviaires, faciliter les échanges entre les différents modes de transport (TGV, TER, métro, bus, voitures, cyclistes, piétons) et améliorer leur confort d'utilisation. La construction d’un nouveau bâtiment pour les voyageurs est envisagée, du côté du boulevard de Marengo, pour déplacer, recentrer et articuler les échanges de ce côté de la gare et permettre d'optimiser l’accès aux infrastructures, que ce soit à pied (construction de passerelles engazonnées en direction de Raynal et Jean-Jaurès), à vélo (réalisation de parkings dédiés), en voiture (amélioration des accès routiers, déplacement du parking actuel côté Périole), en taxi (réalisation d'une station sur ce même côté), et bien sûr, en transports en commun. L'aménagement d'une nouvelle ligne de tramway, mais aussi d'une ligne de bus à haut niveau de service (BHNS) initialement envisagés sont abandonnés depuis le changement de municipalité. En revanche le projet de réalisation d'une 3e ligne de métro, Toulouse Aerospace Express, desservant les principaux pôles d'activité de l'agglomération et passant par la gare Matabiau est validé depuis juin 2017 et programmée pour une ouverture fin 2024. Deux stations de métro doivent desservir le pôle à Raynal et à Marengo – SNCF, en croisant la ligne A,, à proximité de la tour Occitanie.
C'est le projet du promoteur français La compagnie de Phalsbourg qui est retenu. Il fait appel à l’architecte américain d'origine polonaise Daniel Libeskind, qui a conçu le musée royal d’histoire naturelle de Toronto, le musée d’Art moderne de Denver, le musée juif de Berlin ou encore le schéma directeur du nouveau World Trade Center de New York. Il est associé au cabinet local Kardham Cardete Huet Architecture.

### Soutiens au projet
Selon les soutiens, de nombreuses personnes ont participé à la concertation TESO et demandé des grandes hauteurs notamment dans le projet de ZAC Euro-Sud-Ouest, mais également au rapport de la première modification du PLU où des citoyens ont émis le souhait d'une hauteur supérieure à 100 m sur la parcelle de la tour Occitanie. La contestation de non-concertation n'aurait donc pas lieu d'être car des citoyens se sont prononcés lors de procédures de concertation légales. 
Selon eux, la tour aurait des vertus écologiques de par ses 35 000 m2 sur une emprise au sol de 2 000 m2 qui permettraient d'éviter l'étalement urbain en périphérie et la destruction de zones agricoles, ainsi que l'usage de l'automobile qui aurait pu en découler, car la proximité avec le pôle d'échange multimodal de Marengo et de la gare Matabiau devrait permettre de limiter le recours à l'automobile [réf. nécessaire].
Ils estiment que le projet et son positionnement sur le marché de l'immobilier de bureaux se situent dans la perspective du développement d'un quartier d'affaires dont aurait besoin Toulouse pour le développement de l'offre face à une forte demande dans le cœur de la métropole non-satisfaite aujourd'hui, et que les bureaux vacants en périphérie ne correspondraient pas à la demande des sociétés et entreprises voulant s'implanter ou se développer dans Toulouse du fait d'un manque de proximité avec les différents modes de transport en commun.
Du point de vue administratif, le projet a également obtenu l'accord de la Commission nationale du patrimoine et de l’architecture (CNPA), qui a délivré un avis favorable, un préalable obligatoire pour la délivrance du permis de construire. Les partisans du projet considèrent qu'il s'agit d'un gage de qualité architecturale et urbaine,,.
Le 15 janvier 2024, les opposants au projet (représentés par quatre associations) sont déboutés par la cour administrative d’appel dans une procédure contre le permis de construire délivré par la mairie de Toulouse. Le 15 février 2024, la cour administrative d’appel de Toulouse valide le permis de construire de la tour Occitanie.
En mars 2024, Carole Delga, présidente de la région Occitanie, a apporté son soutien au projet lors d'une conférence sur la Halle des mobilités.
Le 7 novembre 2024, la compagnie de Phalsbourg peut désormais déposer un permis de construire modificatif pour la tour Occitanie, qui doit voir le jour dans le quartier Matabiau à Toulouse puisque le dernier recours juridique a été écarté en ce début de semaine.
Le tracé du métro a été modifié de quelques mètres et passe sous la tour maintenant ce qui nécessite huit mois d'études supplémentaires et de refaire une étude de structure et déplacer les fondations.

### Oppositions et critiques du projet
(mars 2022).
Plusieurs associations estiment que ce projet de tour n’est pas acceptable en l’état, pour de multiples raisons, notamment écologiques, urbanistiques, patrimoniales, sociales, démocratiques, économiques et structurelles.
Ces associations ont déposé un recours gracieux commun,.

#### Aspects écologiques
- Bien que décrite comme « verte », la tour est accusée d’être un non-sens écologique car potentiellement énergivore. La commission d'enquête publique dans sa conclusion a indiqué que les tours restaient des immeubles énergivores. [réf. nécessaire][19].
- Bien que l’argumentaire pour décrire la tour comme vertueuse indique qu’elle ne dispose pas de parking et contribuera ainsi à réduire la circulation, dans les faits le réaménagement des « ramblas » allées Jean-Jaurès aboutit à la réalisation d’un parking souterrain à 100 mètres du site de la tour dont il est difficile de ne pas voir qu’il se destine en grande part à ce nouveau bâtiment. À cela s’ajoute le parking sous-utilisé de Marengo qui ne manquera pas de trouver plus d’utilisateurs si la tour se construit.[non neutre] [réf. nécessaire]
- La végétalisation de l’immeuble est suspectée de ne pas être viable dans le temps [réf. nécessaire]. La commission d'enquête publique a pointé la forte consommation d'eau potable nécessaire à la végétalisation, soit 2300 m3 par an, ainsi que la nécessité d'assurer un suivi scientifique des plantations pour étudier les impacts positifs et négatifs à 3, 6 et 9 ans[20].
- La tour pourrait présenter un danger pour les oiseaux[21].

#### Aspects urbanistiques et patrimoniaux
- L’argument de la densification semble abusif[non neutre] car cette tour ne comportera que des appartements de luxe, un hôtel de luxe, des bureaux et des commerces [réf. nécessaire]. Mais il faut tout de même souligner que la densification concerne un ensemble urbain et pas seulement les fonctionnalités choisies. L'argument de la densification est donc pertinent car il évite d'étaler au sol 35 500 m2 à construire (ici sur une parcelle de seulement 2 200 m2 d'emprise au sol).
- Le projet pourrait avoir un impact négatif sur le paysage urbain car il s’insère dans une environnement de constructions de hauteur très modeste et le PLU est pointé pour avoir été modifié opportunément et abusivement [réf. nécessaire]. À noter que les plus grandes hauteurs de la ville de Toulouse sont concentrées dans ce quartier (à savoir les tours Jean Jaurès et les tours Jolimont qui créent une skyline entre 60 et 85 m de hauteurs jusqu'en haut de la colline Jolimont). La tour Occitanie accompagne donc la skyline à la croisée des axes Nord-Sud (Axe canal du midi) et Est-Ouest (Wilson-Jolimont).
- D’autre part car il jouxte directement deux sites classés, aux monuments historiques et au patrimoine mondial (gare de Toulouse Matabiau et canal du Midi) qu’elle risque de dénaturer [réf. nécessaire]. Sachant tout de même que le projet a été validé par la commission nationale d'architecture lors de l'enquête publique de 2018.

#### Aspects sociaux
- Sont pointés l'absence de logements sociaux dans la tour et le phénomène de gentrification qu'elle pourrait engendrer, notamment par la présence de logements de luxe et d'un hôtel Hilton entre autres[22]. A noter que le promoteur s'est engagé à créer un immeuble de logements sociaux à côté pour compenser le manque dans la tour. Sachant également que les charges d'une tour (IGH Immeuble de Grande Hauteur) ne sont pas compatibles avec des logements sociaux car les frais seraient trop élevés pour les organismes HLM.

#### Aspects démocratiques
- L'absence de concertation publique spécifique au projet est pointée [réf. nécessaire]. A noter qu'il y a eu une concertation en 2015 pour laquelle des participants ont demandé des grandes hauteurs sur le projet ex Toulouse Euro Sud Ouest (renommé Grand Matabiau depuis).
- La modification du PLU est contestée [réf. nécessaire]. La modification du PLU a fait l'objet d'une concertation en 2016, pour l'emprise concernée et pour laquelle la commission d'enquête a jugé utile de monter la hauteur à 150 m au lieu des 100 m proposés. Plusieurs participants ont mentionné vouloir plus de 100 m.
- Des riverains s'inquiètent au sujet de l'ombrage du bâtiment et de sa réverbération qui pourrait priver certains quartiers d'ensoleillement pendant près d'une heure certains jours[23]. Sauf que la largeur de la tour entraînera seulement quelques minutes par jour d'ombrage. L'été, la portée d'ombre sera plus réduite et sera surtout portée sur le complexe de la gare Matabiau.

#### Aspects économiques
- Des réserves sont émises, arguant d’un possible échec commercial, dû notamment aux nombreux immeubles de bureaux vacants de l'agglomération toulousaines[24]. Sauf que les immeubles vacants de l'agglomération toulousaine sont situés dans des quartiers périphériques. La demande en immobilier tertiaire est forte dans le centre de Toulouse et surtout sur le pôle multimodal majeur de la région Occitanie qu'est le pôle Matabiau-Marengo (métro A, métro C, TERs, TGVs, trains nationaux, bus urbains, gare routière). L'insertion du projet immobilier de la tour Occitanie s'inscrit donc dans un compelxe attractif du point de vue immobilier tertiaire et hôtelier, mais également pour des logements et résidences hôtelières.

#### Aspects structurels
- Le projet de tour a également été accusé de menacer le tunnel de la ligne A du métro avec ses fondations mais le promoteur et Tisséo Ingénierie ont indiqué avoir prévu de protéger le tunnel par deux parois moulées en béton[25]. Mais de nouvelles études en 2025 doivent permettre de corriger l'aspect technique car le tunnel de la ligne C sera déjà creusé lorsque le chantier de la tour démarrera fin 2025.